# Beck Bennett
Beck Bennett (Wilmette, Illinois, 1 de octubre de 1984) es un actor, comediante y escritor estadounidense reconocido por su asociación con el popular programa de televisión Saturday Night Live, uniéndose al elenco del mismo en su temporada 39 en 2013. Antes de participar en SNL, Bennett logró popularidad en su país por su participación en la campaña publicitaria "It's Not Complicated" de AT&T. Cuenta con un programa en YouTube titulado Theatre of Life.
En 2012 debutó en el cine interpretando el papel de Todd en la película Kill Me Now. Otras de sus apariciones notables en cine incluyen las películas Zoolander 2, Sing y The Late Bloomer (2016), Brigsby Bear	(2017) y The Angry Birds Movie 2 (2019).

## Vida personal
En mayo de 2016 publicó en Instagram una foto con su novia Jessy Hodges, con la que celebraban cinco años juntos. La pareja se casó el 25 de agosto de 2018. El 11 de marzo de 2022 se hizo público el nacimiento de su primer hijo.
Ha sido amigo de su compañero de reparto de SNL, Kyle Mooney, desde que ambos estudiaban en la Universidad del Sur de California.

## Filmografía

### Cine
| Año  | Título                    | Papel                  | Notas         |
| ---- | ------------------------- | ---------------------- | ------------- |
| 2012 | Kill Me Now               | Todd                   |               |
| 2013 | Beside Still Waters       | Tom                    |               |
| 2014 | Balls Out                 | Dick                   |               |
| 2015 | The Party is Over         | Adam                   |               |
| 2016 | Zoolander 2               | Geoff Millie           | No acreditado |
| 2016 | Dean                      | Trevor                 |               |
| 2016 | Sing                      | Lance (voz)            |               |
| 2016 | The Late Bloomer          | Luke                   |               |
| 2017 | Brigsby Bear              | Detective Bander       |               |
| 2018 | The Unicorn               | Tyson                  |               |
| 2019 | The Angry Birds Movie 2   | Alex (voz)             |               |
| 2020 | Bill & Ted Face the Music | Deacon Logan           |               |
| 2023 | Nimona                    | Sir Thoddeus Sureblade |               |
| 2024 | Unfrosted                 | Barney Stein           |               |
| 2025 | Superman                  | Steve Lombard          |               |

### Televisión
| Año           | Título                    | Papel               | Notas                                          |
| ------------- | ------------------------- | ------------------- | ---------------------------------------------- |
| 2013          | Last Man Standing         | Sargento de policía | Episodio: "The Fight"                          |
| 2013          | Arrested Development      |                     | Episodio: "A New Start"                        |
| 2013          | Axe Cop                   | Voz                 | Episodio: "The Rabbit Who Broke All the Rules" |
| 2013          | Lucas Bros. Moving Co     | Voz                 | Episodio: "DDT"                                |
| 2013–2021     | Saturday Night Live       | Varios              | Reparto principal                              |
| 2015          | Big Time in Hollywood, FL | Ricky               | Episodio: "Rehabilitation"                     |
| 2017          | Master of None            | Voz                 | Episodio: "Amarsi Un Po"                       |
| 2017          | Comrade Detective         | Nikita Ionescu      | 2 episodios                                    |
| 2017          | Ghosted                   | Bob                 | Episodio: "Lockdown"                           |
| 2017–presente | DuckTales                 | Voz                 | Reparto Principal                              |